# Dialetti laziali centro-settentrionali
I dialetti laziali centro-settentrionali sono un insieme di dialetti romanzi facente parte del gruppo mediano, di cui rappresentano la propaggine meridionale.

## Territorio
È parlato nella regione Lazio, ed in particolare nelle aree settentrionali della Provincia di Frosinone (dove viene spesso definito "dialetto ciociaro", o più anticamente campanino), nelle zone centro-settentrionali della Provincia di Latina e nella gran parte della Città metropolitana di Roma con l'eccezione però della città di Roma, dove è diffuso il dialetto romanesco che si discosta largamente dal resto dei dialetti laziali.

## Storia
Il territorio dell'attuale Lazio centro-meridionale corrisponde in gran parte al Latium, luogo di nascita della lingua latina. Accanto al latino, diffuso inizialmente nel Latium vetus, erano presenti anche altre lingue, in particolare di tipo osco-umbro o l'ausone (latino-falisco), che però vennero rapidamente sostituite dal latino dopo la conquista romana ed il conseguente processo di colonizzazione e romanizzazione. Le testimonianze scritte di queste altre lingue sono limitate (o addirittura assenti). Ciò conferma la rapida latinizzazione della regione rispetto ad altre aree dell'Italia centro-meridionale dove esiste un'ampia documentazione più tarda nelle diverse lingue locali.
Nel medioevo, gran parte del territorio laziale, con l'eccezione delle aree meridionali, divenne parte dello Stato Pontificio e dunque ancora sottoposto all'influenza culturale e linguistica di Roma. Con il Rinascimento, però, la storia linguistica del Lazio centrale e di Roma in qualche modo si separano. I linguisti, oggi, distinguono tra un «romanesco di prima fase», più vicino alle altre parlate dello Stato pontificio, ed un «romanesco di seconda fase», fortemente influenzato dal toscano. Nel resto del Lazio centrale sopravvive invece il dialetto regionale originario. Per questo motivo il dialetto laziale centro-meridionale rimane oggi, rispetto al romanesco, più affine agli altri dialetti mediani.

## Caratteristiche

### Fonetica
Il laziale centro-settentrionale è caratterizzato, come gli altri dialetti mediani ed il dialetto toscano (ma a differenza del vicino laziale meridionale e da gran parte degli altri dialetti italiani), dalla presenza delle sette vocali, proprie anche dell'italiano standard.

## Il dialetto giudaico-romanesco

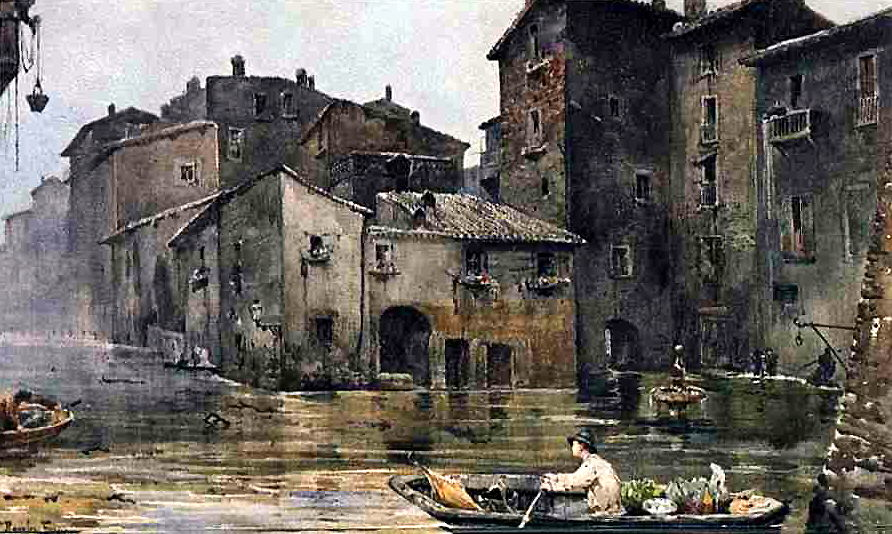
Il ghetto di Roma

Il dialetto giudaico-romanesco può essere inserito all'interno dei dialetti laziali centro-settentrionali, essendosi discostato notevolmente dal romanesco dopo l'istituzione del ghetto nel 1555 e non subendo dunque l'influenza del toscano così fortemente come il dialetto della capitale. Il dialetto è oggi utilizzato per opere letterarie e teatrali.